# Василис Гунарис
Василис К. Гунарис (на гръцки: Βασίλης Κ. Γούναρης) е гръцки историк, професор по съвременна история в Аристотеловия университет, специалист по нова история на Македония.

## Биография
Изучава съвременна история в Солун и завършва докторантура през 1988 година в колежа „Св. Антъни“, Оксфорд. Между 1990 и 2001 и отново от 2005 година е директор на Центъра за македонска история и документация в Солун. Между 2000 и 2005 година преподава социална и икономическа история в Университета на Западна Македония. През 2009/2010 година е гост професор в Кралския колеж в Лондон.